# John Pierpont
Pour les articles homonymes, voir Pierpont.
John Pierpont, né le 6 avril 1785 à Litchfield dans le Connecticut et mort le 27 août 1866 à Medford dans le Massachusetts, est un poète américain.

## Œuvres

### Poésie
- Airs of Palestine : A Poem, 1816
- Anti-Slavery Poems, 1843

### Discours et essais
- The Burning of the Ephesian Letters, 1833
- Jesus Christ Not a Literal Sacrifice, 1834
- New Heavens and a New Earth, 1837
- Moral Rule of Political Action, 1839
- National Humiliation, 1840
- A Discourse on the Covenant with Judas, 1842
- Phrenology and the Scriptures, 1850